# 2Frères
2Frères est un groupe québécois de folk, originaire de Chapais, au Québec. Il est composé des frères Erik et Sonny Caouette. Ils atteignent la notoriété avec leur premier album Nous autres, paru en 2015, qui s'est vendu à plus de 115 000 exemplaires. En février 2017, ils ont reçu un Billet d'argent soulignant les ventes de 25 000 billets de spectacles. Leur second album La route paraît le 10 novembre 2017 et rapidement, il est certifié disque d'or soulignant la vente de plus de 40 000 exemplaires. Ils ont remporté à deux occasions le Félix dans la catégorie « Groupe ou duo de l'année » (2016 et 2018), celui dans la catégorie pour « Album de l'année - Pop » lors du Gala de l'ADISQ de 2016.

## Biographie
Le groupe est formé en 2008, à Chapais, au Québec, par les deux frères Erik et Sonny Caouette. Le 14 avril 2015, les 2Frères lancent leur premier album Nous autres, produit par Mario Pelchat (MP3 Disques) et réalisé par Steve Marin et Stéphane Dussault. Leurs chansons commencent alors à être diffusées à la radio et ils entament une première tournée, en 2016, qui compte plus de 160 spectacles à travers le Québec. À ce jour, l'album compte 115 000 exemplaires vendus.
C'est avec leurs nominations dans les prestigieuses catégories de Révélation de l'année, Chanson de l'année avec la pièce Nous autres, Groupe de l'année et Album de l'année - Pop puis leur victoire dans ces deux dernières catégories que le groupe obtient une reconnaissance marquante à l'échelle québécoise. En 2016, ils sont les artistes francophones les plus diffusés à la radio au Canada.
En 2017, le groupe tourne à l'échelle nationale passant notamment par les FrancoFolies de Montréal. À l'été 2017, le groupe s'attèle à l'enregistrement d'un nouvel album. Deux ans et demi après la sortie de Nous autres, 2Frères publient Comme avant, le premier extrait du nouvel album qui verra le jour en novembre. À la fin 2017, l'entreprise Nielsen, qui comptabilise les rotations des chansons à la radio canadienne, confirme que pour une deuxième année de suite, les 2Frères sont les artistes francophones les plus diffusés. En février 2018, ils battent un record de #1 avec la pièce Comme avant qui reste pendant 25 semaines consécutives au sommet du Top 100 BDS, le palmarès hebdomadaire des chansons les plus diffusées à la radio au Québec. Leur album La Route est lancé le 8 novembre 2017 au M Telus de Montréal et leur nouvelle tournée s'amorce en début d'année 2018.
Le 21 février 2020, le duo fait paraître son troisième album en carrière intitulé À tous les vents. Réalisé par Gautier Marinof, la direction artistique du disque est quant à elle assurée par Steve Marin. C'est également ce dernier qui veille à la mise en scène du spectacle qui ne sera présenté qu'à cinq reprises avant que la pandémie ne les oblige à mettre la tournée en pause. En avril 2020, ils annoncent la mise sur pied d'une tournée en duo afin d'offrir des spectacles dans une formule cinéparc.
En septembre 2020, un livre racontant leurs débuts depuis leur Chapais natal est lancé. Écrit par François Couture et intitulé À tous les vents - L'histoire d'un improbable parcours , le projet sert de point de départ à la production d'un documentaire présenté à TVA quelques jours après la sortie du livre.
Lors de l'annonce des nominations pour les Prix Juno 2021 le 9 mars 2021, 2Frères obtient deux nominations dans les catégories Album de l'année francophone et Breakthrough Group of the Year .

## Membres
- Erik Caouette - chant, guitare
- Sonny Caouette - guitare, chant
- Dimitri Lebel-Alexandre - guitare électrique
- Léa Sanacore - violon, guitare, chœur
- Benoit Marquis - basse
- Nino Carlo Fabi - claviers
- Luc Jr Bélisle - batterie
- Julien « Doc » Bouchard - Sonorisation

## Récompenses
- Prix Guy Bel : Révélation dans le cadre du Festival Pully Lavaux à l’heure du Québec en 2016
- Prix Guy Bel : Artistes masculins dans le cadre du Festival Pully Lavaux à l’heure du Québec en 2018
- Gala de l'ADISQ 2016 : 
  - Prix Félix de l'Album de l'année - Pop pour l'album Nous autres
  - Prix Félix du groupe de l'année
- Gala de l'ADISQ 2018 :
  - Prix Félix du groupe de l'année
- Gala de l'ADISQ 2023: Nomination pour le prix Félix chanson de l'année pour la chanson On a mis de la lumière[14].
- Gala de l’ADISQ 2024 : Nomination pour Album de l’année – Succès populaire pour l’album 2Frères à l’Anglicane[15]
- Gala de l'ADISQ 2024 : Nomination pour Groupe ou duo de l’année[16]

## Liens exemples
- Site officiel
- Ressources relatives à la musique :   - AllMusic
  - Discogs
  - Last.fm
  - MusicBrainz
  - Rate Your Music
- Notices d'autorité :   - ISNI